# الباطرش الحموي
الباطرش الحموي هو أكلة شعبية معروفة في مدينة حماة السورية، وهو من أهم أطباق الطعام الحموية. يتألف الباطرش الحموي من الباذنجان ولبن الغنم وطحينة سمسم والبندورة والثوم واللحم المقلي، وأحياناً المكسرات، كما يمكن أن يضاف إليه الفستق الحلبي أو البقدونس، ويمكن أن يكتفى باللحم المقلي.